# Флаг Саргатского района
Флаг Сарга́тский муниципальный район Омской области Российской Федерации — опознавательно-правовой знак, служащий официальным символом муниципального образования.
Ныне действующий флаг утверждён решением Совета Саргатского муниципального района от 30 марта 2020 года № 18.

## Описание
«Прямоугольное полотнище из двух равновеликих полос, верхней — синего цвета, нижней — зелёного цвета с отношением ширины к длине 2:3 с двухсторонним изображением в центре фигуры белого всадника — основной фигуры герба Саргатского муниципального района Омской области. Габаритная ширина изображения — 5/12 частей длины полотнища».

## Обоснование символики
Серебряный всадник — реконструкция облика саргатского воина на основе археологических данных. Название села дало название известной археологической культуре, существовавшей с VII—VI веков до н. э. по III—V века н. э. в лесостепной зоне Зауралья и Западной Сибири. Саргатский воин — гласная фигура, отсылающая к названию района. Степной всадник в дозоре символизирует мужество, готовность к отражению неприятеля и защите своей территории от нашествия, но и гостеприимство, готовность к диалогу, а также богатство саргатской земли в прошлом, представленное археологическими сокровищами, и в настоящем — жизнь людей новых поколений.
Синий цвет символизирует великодушие народа, традиционно населяющего данную территорию, а также воды крупной сибирской реки Иртыш и озёр, богатых рыбой.
Зелёный цвет символизирует надежду на светлое будущее, природу территории с большим количеством смешанных лесов с разнообразной флорой и фауной.

## Первый флаг
Первый флаг Саргатского района был утверждён 11 февраля 2010 года.
Флаг Саргатского муниципального района представляет собой прямоугольное полотнище с отношением ширины к длине 2:3.
У основания полотнища красный цвет, символизирующий героическое прошлое саргатчан-земляков.
Верхняя часть полотнища имеет синий цвет, являющийся символом великодушия народа, традиционно населяющего данную территорию, а также воды крупной сибирской реки Иртыш и озёр, богатых рыбой.
Нижняя часть полотнища зелёного цвета. Данный цвет обозначает надежду на светлое будущее и указывает на большое количество смешанных лесов с разнообразной флорой и фауной.